# Port de Portoferraio
Le port de Portoferraio ou darse des Médicis est un port de plaisance de la commune de Portoferraio, chef-lieu de l’île d'Elbe de l'archipel toscan en Italie.

## Histoire

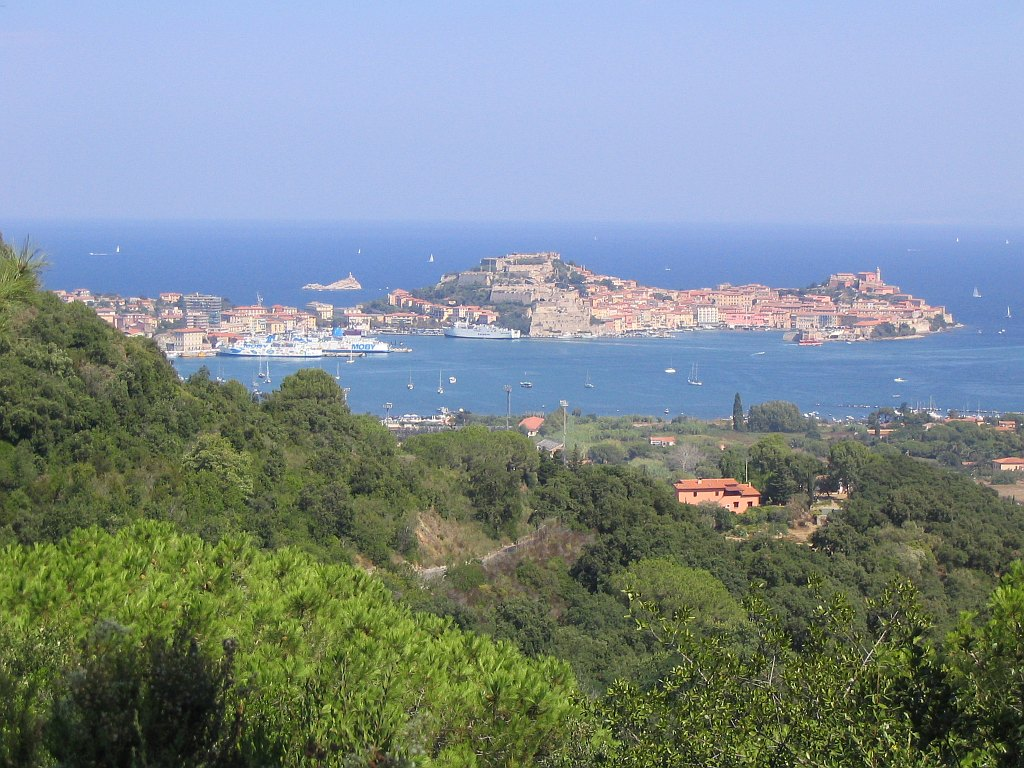
Vue panoramique de Portoferraio et de son port.

Ce port est construit dans l'Antiquité dans une crique à l'intérieur de la vaste baie de Portoferraio, naturellement protégée contre les grands vents,. Il est exploité dès cette époque par les Étrusques, Ligures, puis par la civilisation gréco-romaine, pour la pêche, le commerce maritime de la mer Tyrrhénienne et pour ses importants gisements et industrie historiques du fer de l'île d'Elbe (qui donne son nom à Portoferraio,, histoire de l'île d'Elbe (it)).

### Forteresses Médicéennes
En 1548 Cosme Ier de Médicis (duc de la république de Florence, puis premier grand-duc de Toscane, de la maison de Médicis) est chargé par l'empereur du Saint-Empire romain germanique Charles Quint de la défense d’Elbe contre les pirates et du contrôle du trafic maritime de la mer Tyrrhénienne.

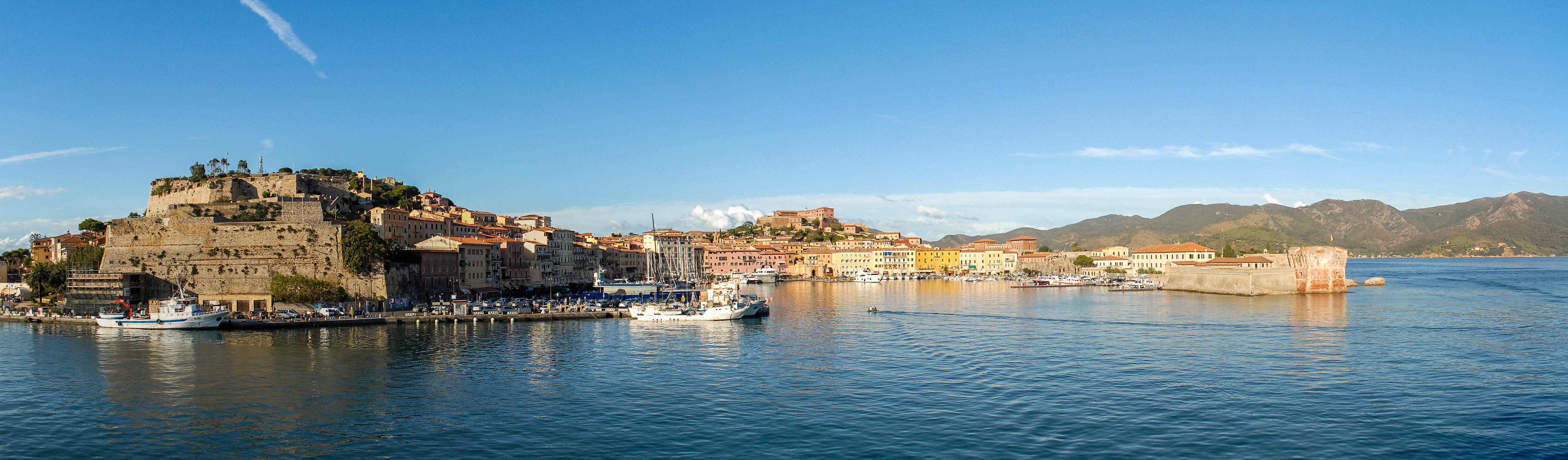
Vue panoramique du port, avec ses fort Stella, fort Falcone, et tour de la Linguella.

Il fortifie alors Portoferraio (qu'il renomme Cosmopoli) et son port (qu'il renomme darse des Médicis) avec ses forteresses Médicéennes (fort Stella, fort Falcone, et tour de la Linguella). Il y fonde l'ordre des chevaliers de Santo Stefano (Saint Etienne), sur le modèle de l’ordre des chevaliers de Malte.

### Premier exil de NapoléonIer
L’île d'Elbe devient célèbre avec le premier exil de l'empereur Napoléon Ier (alors nommé par les Coalisés souverain de la principauté de l'île d'Elbe, proche de sa Corse natale, par le traité de Fontainebleau (1814)). Napoléon règne sur cette principauté pendant de 324 jours, depuis son arrivée de Saint-Raphaël le 4 mai 1814 dans ce port de Portoferraio à bord de la frégate anglaise HMS Undaunted (1807) (en), jusqu'à son départ des Cent-Jours (Vol de l'aigle) par ce même port à bord de L'Inconstant du 26 février 1815. Il réside avec sa mère Letizia Bonaparte, et sa sœur Pauline, dans leurs résidences palazzina dei Mulini (palais des moulins, actuel musée national, situé sur les hauteurs du port, entre les deux fort Stella et fort Falcone de Portoferraio) et villa Napoleonica (résidence secondaire à 3 km de Portoferraio),.

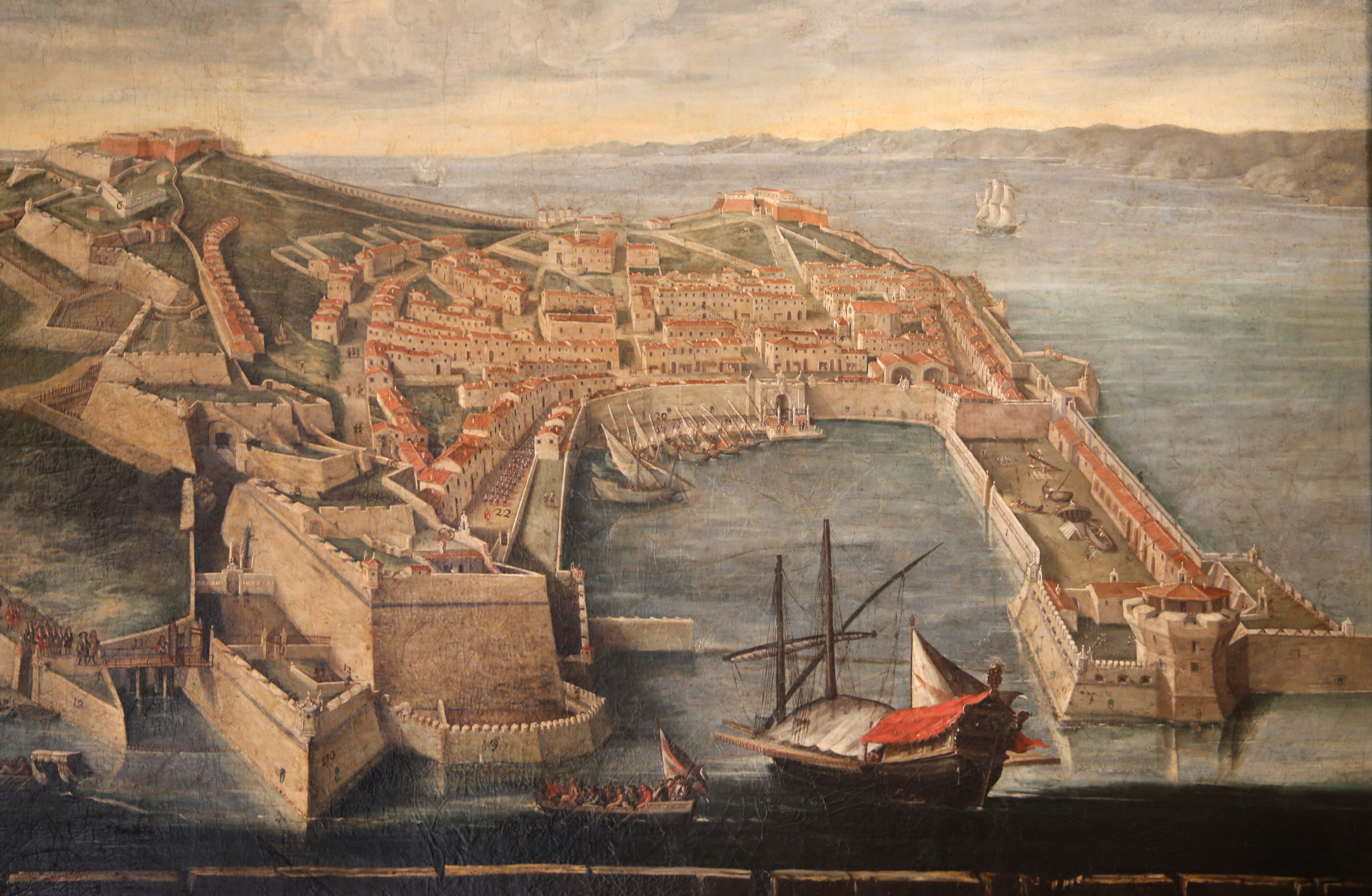
Le port de Portoferraio en 1705.
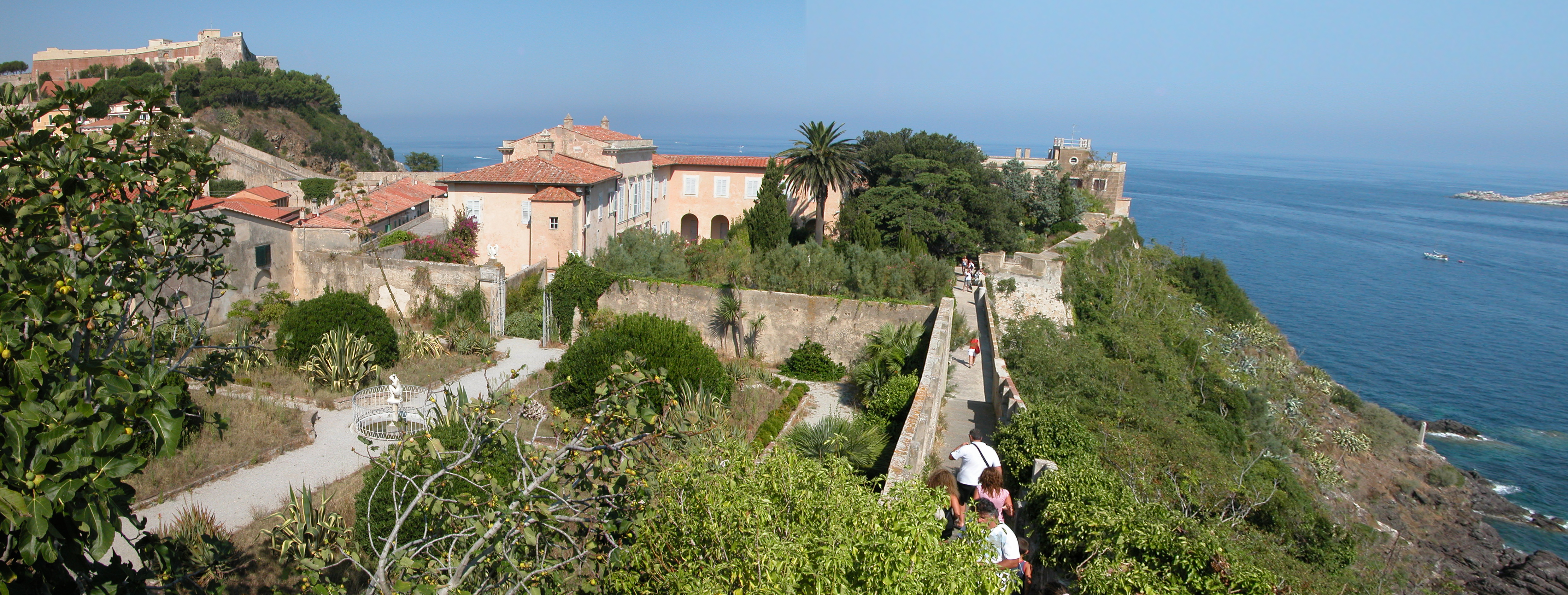
Résidence palazzina dei Mulini (sur les hauteurs du port) de l'exil de Napoléon Ier.
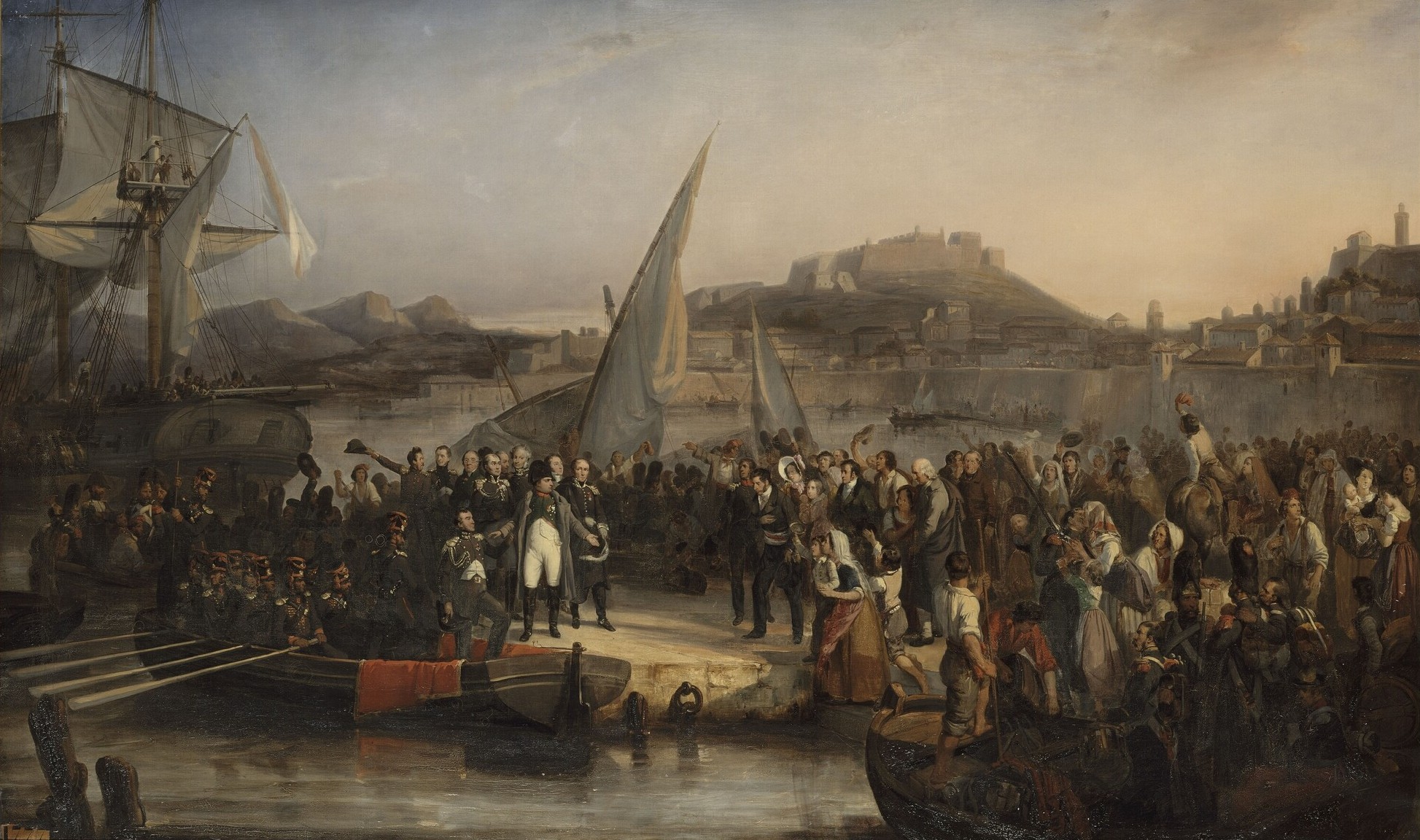
Départ de Napoléon Ier depuis le port de l'île d'Elbe du 26 février 1815.

### À ce jour
Le port de la ville historique de Portoferraio est à ce jour un port de plaisance et un des hauts lieux touristique d'Italie,,,.

Vue panoramique du port depuis les hauteurs de la ville historique de Portoferraio
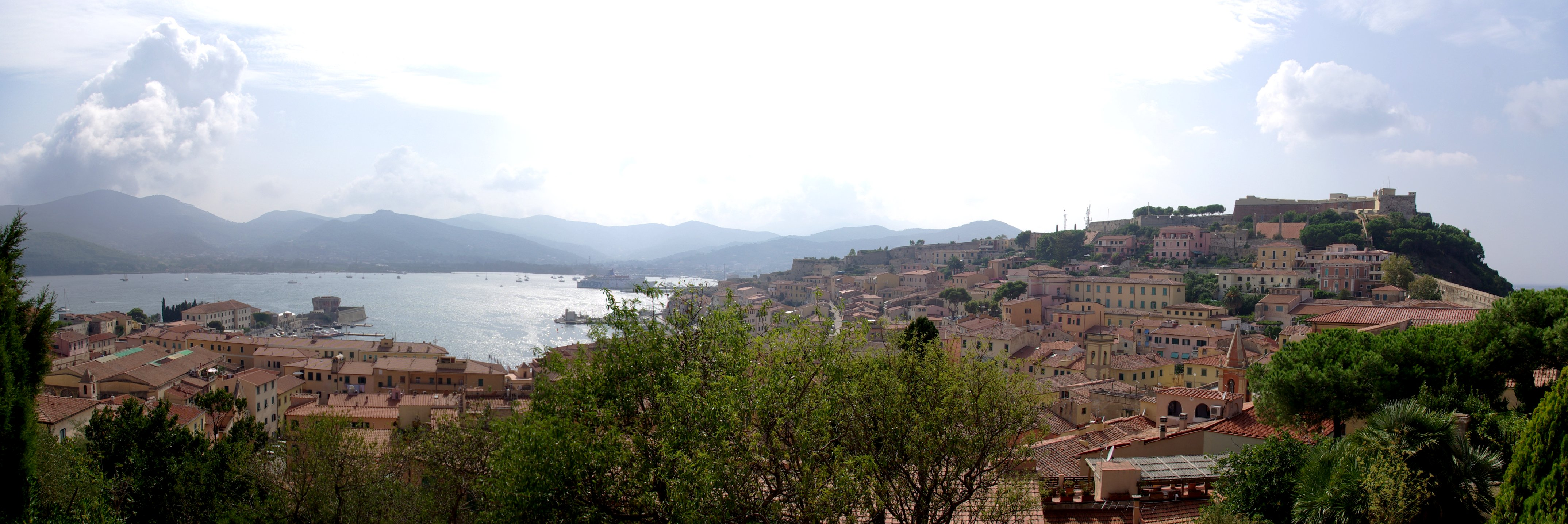

## Quelques lieux et monuments
Autour du port :
- Parc national de l'archipel toscan
- Musée archéologique civique (Portoferraio)
- Palazzina dei Mulini et villa Napoleonica (de Napoléon Ier, souverain de la principauté de l'île d'Elbe entre 1814 et 1815)
- Fort Stella, fort Falcone, et tour de la Linguella